# آویاتیک دی‌آی
آویاتیک دی‌آی (به انگلیسی: Aviatik_(Berg)_D.I) یک هواگرد از نوع هواپیمای جنگنده ساخت شرکت آویاتیک است. هواگرد آویاتیک دی‌آی نخستین پروازش را در ۲۴ ژانویه ۱۹۱۷ میلادی انجام داد. این هواگرد در سال ۱۹۱۷ میلادی رسماً معرفی گردید و در سال‌های ۱۹۱۷–۱۹۱۸ تولید شده‌است. در مجموع، تعداد ~۷۰۰ فروند از این هواگرد ساخته شده‌است.
طراح این هواگرد، Julius von Berg بود.